# Comarque de La Serena
La Serena est une comarque de l'est la province de Badajoz, dans la communauté autonome l'Estrémadure en Espagne.

## Municipalités de la comarque
La comarque de La Serena comporte 13 communes : 
- Benquerencia de la Serena
- Cabeza del Buey
- Capilla
- Castuera
- Esparragosa de la Serena
- Higuera de la Serena
- Malpartida de la Serena
- Monterrubio de la Serena
- Peñalsordo
- Quintana de la Serena
- Valle de la Serena
- Zalamea de la Serena
- Zarza Capilla